# Kaba Diawara
Kaba Diawara (Tolón, Francia, 16 de diciembre de 1975) es un exjugador y entrenador de fútbol francés, nacionalizado guineano. Actualmente está sin club.

## Carrera como jugador

### Inicios en Francia
Nacido en Tolón, Diawara jugó al principio en 1993 para Toulon y luego viajó a Bordeaux un año después. Después de seis años en el club, se mudó al Arsenal de la Premier League en enero de 1999. Seis meses después de que se fuera del Bordeaux, ganaron la Ligue 1.

### Premier League
Hizo su debut para el Arsenal el 31 de enero de 1999 en un partido de liga contra el Chelsea. Luego hizo 15 apariciones para el club, 12 de las cuales estaban en la liga, pero no logró anotar ya que el Arsenal estuvo involucrado en una carrera por el título que finalmente fallida con el Manchester United.

### Regreso a Francia
Durante el verano de 1999, Diawara regresó a Francia y fichó por el Marsella. Permaneció en el Marsella durante seis meses y en enero de 2000 fichó por el club rival Paris Saint-Germain con el que jugó la final de la Copa de la Liga.

### Regreso a Inglaterra
En el verano de 2000 se vinculó con un regreso a Inglaterra con el equipo de la Premier League Everton, sin embargo, volvieron a fichar a Duncan Ferguson. No obstante, regresó en agosto de 2000 cuando se unió a préstamo al Blackburn Rovers de la Division One. En Blackburn anotó su primer y único gol en el fútbol inglés, en la Copa de la Liga ante el Rochdale. Después de que terminó su préstamo en Blackburn, se unió al West Ham United de la Premier League cedido por el resto de la temporada 2000-01.

### Carrera posterior
Después de regresar al PSG, volvió a ser cedido al Racing de Ferrol y al Niza. En la temporada 2006-07, fue transferido al equipo de la Süper Lig Gaziantepspor. En Turquía tuvo poco tiempo de juego. En enero de 2008 firmó un contrato de seis meses con el Ankaragücü. En agosto de 2008, se mudó a Alki Larnaca de Chipre. Finalmente fue liberado por Larnaca en diciembre de ese año. Luego, Diawara fichó por el lado francés AC Arles-Avignon en una transferencia gratuita en 2009. En Avignon, Diawara puso fin a sus días como jugador.

## Carrera internacional
Diawara jugó para la Selección de Francia sub-21, pero eligió representar a Guinea a nivel senior. Luego, fue llamado al equipo de Guinea para la Copa Africana de Naciones de 2006. Allí, el país africano pasó a los cuartos de final del torneo donde Diawara anotó en la derrota por 3-2 ante Senegal.

## Carrera como entrenador
El 29 de octubre de 2021, Diawara fue nombrado entrenador de la selección de Guinea, en sustitución del ex internacional francés Didier Six. Finalmente, el 12 de diciembre es confirmado en sus funciones.En febrero de 2022, declaró que su contrato había culminado el 31 de enero, pero sin embargo deseaba continuar en el cargo. El 21 de abril de 2022 fue elegido nuevamente entre cuatro candidatos por la Federación Guineana de Fútbol como entrenador de la selección nacional.El 5 de agosto de 2024, fue despedido de su cargo por "incumplimiento de objetivos".

## Clubes

### Como jugador
| Club                      | País       | Año       |
| ------------------------- | ---------- | --------- |
| Toulon                    | Francia    | 1993-1994 |
| Bordeaux                  | Francia    | 1994-1999 |
| Rennes (cedido)           | Francia    | 1998      |
| Arsenal                   | Inglaterra | 1999      |
| Olympique de Marsella     | Francia    | 1999-2000 |
| Paris Saint-Germain       | Francia    | 2000-2003 |
| Blackburn Rovers (cedido) | Inglaterra | 2000      |
| West Ham United (cedido)  | Inglaterra | 2000-2001 |
| Racing de Ferrol (cedido) | España     | 2002      |
| Niza (cedido)             | Francia    | 2002-2003 |
| Al-Gharafa                | Catar      | 2003-2004 |
| Al-Kharitiyath            | Catar      | 2005      |
| AC Ajaccio                | Francia    | 2005-2006 |
| Gaziantepspor             | Turquía    | 2006-2007 |
| Ankaragücü                | Turquía    | 2008      |
| Alki Larnaca              | Chipre     | 2008-2009 |
| Arles-Avignon             | Francia    | 2009-2011 |

### Como entrenador
| Club                | País   | Año       |
| ------------------- | ------ | --------- |
| Selección de Guinea | Guinea | 2021-2024 |

## Palmarés

### Como jugador

#### Campeonatos nacionales
| Título  | Club     | País    | Año     |
| ------- | -------- | ------- | ------- |
| Ligue 1 | Bordeaux | Francia | 1998-99 |